# Rijksbeschermd gezicht Westelijk deel en rand van historische kern Amerongen
Gezicht Westelijk deel en rand van historische kern Amerongen is een van rijkswege beschermd dorpsgezicht in Amerongen in de Nederlandse provincie Utrecht. De procedure voor aanwijzing werd gestart op 4 augustus 2011. Het gebied is nog niet definitief aangewezen. Het beschermd gezicht beslaat een oppervlakte van 43,4 hectare.
Panden die binnen een beschermd gezicht vallen krijgen niet automatisch de status van beschermd monument. Wel zal de gemeente het bestemmingsplan aanpassen om nieuwe ontwikkelingen in het gebied te reguleren. De gezichtsbescherming richt zich op de stedenbouwkundige en cultuurhistorische waardering van een gebied en wil het toekomstig functioneren daarvan veiligstellen.